# Hermanos Felgueroso

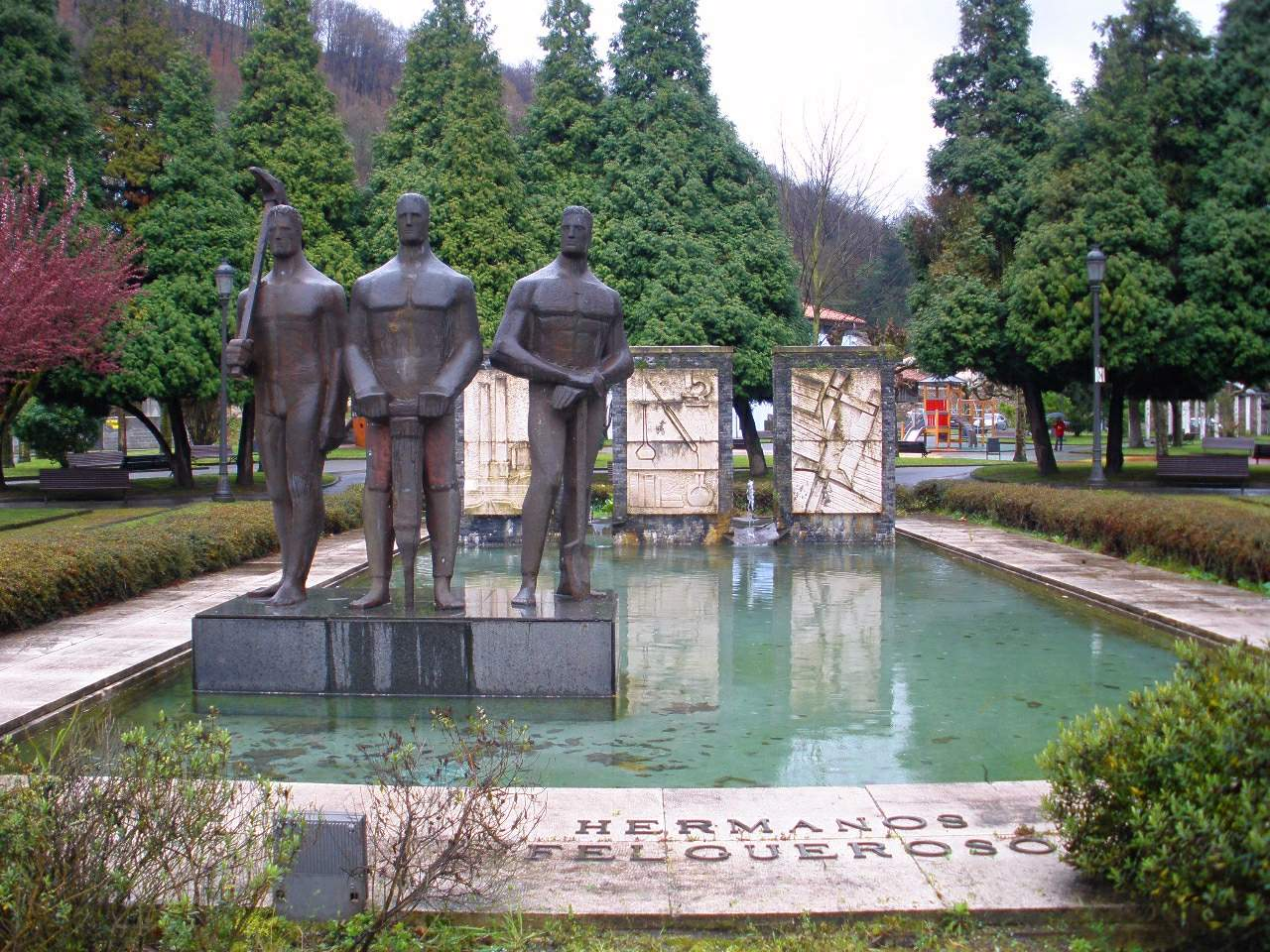
Monumento a Los Hermanos Felgueroso en Langreo

Los Hermanos Felgueroso (Adelaida Felgueroso González 1861-1938, Víctor Felgueroso 1863-1945, Constante Felgueroso 1865-1937, Rosario Felgueroso 1868-1969, y Secundino Felgueroso 1872-1952) fueron un grupo de empresarios carboneros asturianos naturales de Langreo, que fundaron en 1893 la empresa Sociedad Felgueroso Hermanos.

## Biografía
Todos ellos eran hijos de Gabino Felgueroso Rodríguez y Genara González, naciendo en la parroquia de Ciaño, en Langreo (Asturias). Los varones comenzaron trabajando en la mina.
En 1893 fundan la Sociedad Felgueroso Hermanos con la colaboración de su padre, comenzando a explotar las minas de Saús (Siero) de la Compañía Carbones Asturianos, unas minas en estado ruinoso. Más tarde irán adquiriendo otras minas de Langreo, algunas de las cuales habían sido abandonadas por su baja rentabilidad. En 1930 ponen en marcha la mina de carbón más conocida de las profundizadas fuera de los valles mineros centrales, Mina La Camocha en Gijón, después de muchas intentos frustrados en la zona. En los años 20 venden casi todas sus pertenencias de la Cuenca del Nalón a Duro Felguera y se centran en Gijón. 
Rosario se aleja de gestión de la empresa, entra como novicia en Las Salesas pero su estado de salud le impide continuar. Mientras sus hermanos son también consejeros de Duro Felguera y se convierten en impulsores de la minería e industria a nivel nacional, ella dedica su fortuna a los más desfavorecidos y vive en Ciaño hasta su muerte a los 99 años.
En 1932 se les ofrece un gran homenaje en los Campos Elíseos de Gijón. En 1945 se les concede la Medalla de Oro al Mérito en el Trabajo.
En 1962 se alza en el Parque de Rosario Felgueroso de Ciaño el Monumento a Los Hermanos Felgueroso, obra de Juan José Suárez Aller. También hay un monumento a Rosario en ese parque y una avenida en Gijón a los Hermanos.
Sus vidas inspiraron la película Jandro de 1964 dirigida por Julio Coll y protagonizada por Arturo Fernández.